# Karl Eduard Zachariae von Lingenthal

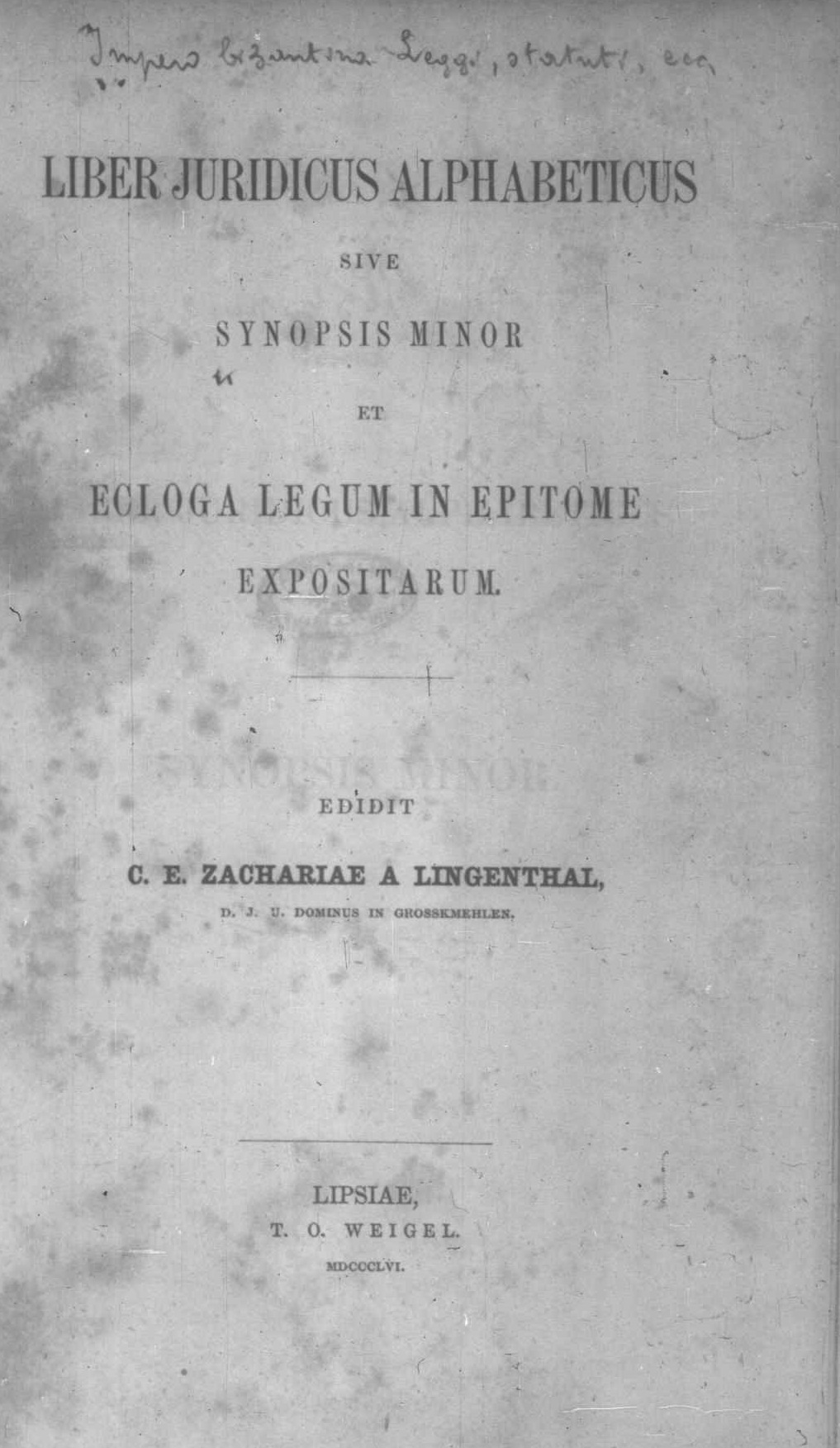
Ius graeco-romanum, 1856

Karl Eduard Zachariae von Lingenthal (Heidelberg, 24 dicembre 1812 – Großkmehlen, 3 giugno 1894) è stato un giurista e storico tedesco specializzato in storia del diritto.

## Biografia
Karl Eduard nacque nel 1812 a Heidelberg, figlio del professore di diritto dell'Università di Heidelberg Karl Salomo Zachariae von Lingenthal.
Studiò filosofia, storia, matematica e linguistica, nonché giurisprudenza, a Lipsia, Berlino e Heidelberg.
Dopo aver fatto del diritto romano e bizantino il proprio campo privilegiato di studio, visitò Parigi nel 1832 per esaminare manoscritti bizantini. Si recò nel 1834 a San Pietroburgo e Copenaghen per lo stesso scopo e nel 1835 lavorò nelle biblioteche di Bruxelles, Londra, Oxford, Dublino, Edimburgo e Cambridge.
Dopo un paio di mesi come praticante avvocato e privatdozent a Heidelberg, si recò nel 1837 alla ricerca di materiali in Italia e in Oriente, visitando Atene, Costantinopoli e i monasteri del Monte Athos.
Essendo più portato per la vita di campagna che per l'insegnamento, rinunciò alla sua posizione di professore straordinario a Heidelberg e nel 1845 acquistò una tenuta nella provincia prussiana della Sassonia. Qui visse, impegnato nell'agricoltura scientifica e interessato alla politica prussiana, fino alla sua morte nel 1894.

## Opere
- (LA) Fragmenta versionis Graecae legum Rotharis Longobardorum regis, Heidelberg, 1835.
- (DE) Dr. E. Zachariä's ... Reise in den Orient in den Jahren 1837 und 1838, Mohr, 1840.
- (LA) Ius graeco-romanum, vol. 2, Lipsia, Weigel, 1856.
  - (LA) Ius graeco-romanum, vol. 7, Lipsia, Hirschfeld, 1884.